# EB/Streymur
EB/Streymur é uma agremiação esportiva de Streymnes, ilhas Feroé, fundada em 1993.

## História
O clube é o resultado de uma fusão, em 1993, entre Eiðis Bóltfelag, fundado a 23 de fevereiro de 1913, e Streymur, fundado em 1976. Antes da fusão, tanto EB Eiði como Streymur, geralmente atuavam na segunda ou terceira divisão. Após a fusão, em 1993, a equipe ainda residia nas divisões inferiores, mas isso logo mudou. Com um campo de futebol recém-construído em Molin, Eiði, e uma injeção saudável de jovens talentos, o EB/Streymur chegou à primeira divisão. Entre esses jogadores havia Hans Pauli Samuelsen, Bárður Olsen (Haldórsvík), Brian Olsen (Tjørnuvík), Marni Djurhuus, Gert Hansen, Arnbjørn Hansen (Kollafjørður). Com a ajuda do veterano atacante Jón Sigurd Gleðisheygg, a equipe conseguiu a promoção na temporada 1999/00, terminando em segundo lugar, atrás do B36.
O EB/Streymur desde então ganhou uma posição na primeira divisão (Formuladeildin), a de candidato ao título. Em 2006, o clube fez um forte início de temporada sob o comando do treinador polonês, Piotr Krakowski, e liderou o campeonato no intervalo, em meados do verão, tendo registrado a vitória sobre o B68 Toftir por 8 a 2. Com quatro jogos restantes para jogar sua vantagem no topo da tabela, sete pontos. O clube entrou na partida final, dependendo apenas de um empate contra KÍ para ganhar o título. Em 2007, o clube terminou em segundo novamente, e jogou nas competições europeias pela primeira vez. Perdeu por 2 a 1 no placar agregado para o finlandês MyPa na Taça UEFA, primeira pré-eliminatória.
Antes da temporada de 2008, o EB/Streymur nunca tinha vencido o campeonato das Ilhas Faroé nem antes nem depois da fusão, no entanto, a 15 de agosto de 2007 e novamente a 14 de junho de 2008, o EB/Streymur ganhou uma taça pela primeira vez ao vencer a Copa das Ilhas Faroe e a segunda ao vencer a Copa novamente no ano seguinte. Em 21 de outubro de 2008, depois de terminar como vice-campeão no campeonato dois anos consecutivos, o clube finalmente conquistou seu primeiro campeonato, e assim fez a dupla na temporada 2008.
Em julho de 2008, teve como adversário o Manchester City, da Inglaterra, na Premier League na primeira pré-eliminatória da Taça UEFA 2008-09. O diretor Rolant Højsted anunciou que a partida em casa seria realizada em um dos motivos maiores nas Ilhas Faroé, ou Toftir ou Tórshavn, como o clube VID Margáir tem uma capacidade de apenas 1.000. O jogo acabou realizado em Tórshavn e terminou com uma derrota de 0 a 2 para o Manchester City. A partida de volta foi jogada longe, no Estádio Oakwell, do Barnsley Football Club, e não no Manchester Stadium.

## Títulos
- Campeonato Faroês: 2

2008, 2012
- Copa das Ilhas Faroe: 4

2007, 2008, 2010, 2011
- Supercopa das Ilhas Faroe: 3

2011, 2012, 2013
- Segunda Divisão Faroesa: 1

2000

## Retrospecto nas copas europeias
- Q = Qualificação

| Temporada | Competição                | Fase | País       | Clube           | Casa | Fora | Agregado |
| --------- | ------------------------- | ---- | ---------- | --------------- | ---- | ---- | -------- |
| 2007–08   | Copa da UEFA              | 1    | Finlândia  | MYPA            | 1–1  | 0–1  | 1–2      |
| 2008–09   | Copa da UEFA              | 1    | Inglaterra | Manchester City | 0–2  | 0–2  | 0–4      |
| 2009–10   | Liga dos Campeões da UEFA | Q2   | Chipre     | APOEL Nicosia   | 0–2  | 0–3  | 0–5      |
| 2010–11   | Liga Europa               | Q1   | Suécia     | Kalmar FF       | 0–3  | 0–1  | 0–4      |
| 2011–12   | Liga Europa               | Q2   | Azerbaijão | Qarabağ         | 1–1  | 0–0  | 1–1 (gf) |
| 2012–13   | Liga Europa               | Q1   | Arménia    | Gandzasar       | 3–1  | 0–2  | 3–3 (gf) |
| 2013–14   | Liga dos Campeões da UEFA | Q1   | Andorra    | Lusitanos       | 5–1  | 2–2  | 7–3      |
| 2013–14   | Liga dos Campeões da UEFA | Q2   | Geórgia    | Dinamo Tbilisi  | 1–3  | 1–6  | 2–9      |